# Curt Bois
Pour les articles homonymes, voir Bois (patronyme).
Curt Bois est un acteur, scénariste et réalisateur allemand, né le 5 avril 1901 à Berlin (Allemagne), ville où il est mort le 25 décembre 1991.

## Biographie

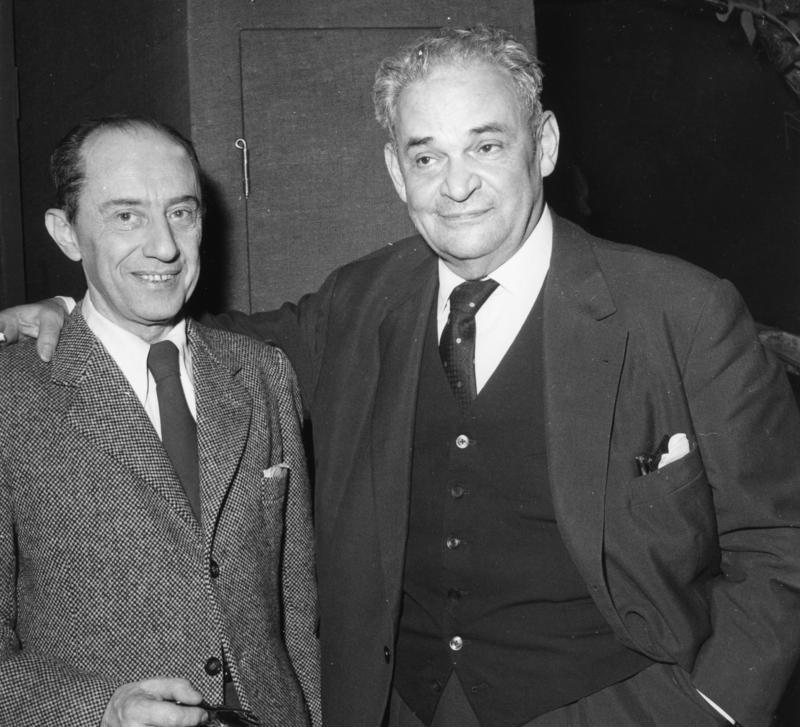
Avec Fritz Kortner (à d.) en 1959

Avant Shirley Temple, Curt Bois est un enfant prodige au cinéma puisqu'il tourne son premier film en 1907, à six ans. Il fait sa carrière en Allemagne jusqu'en 1932. Durant la période du cinéma muet, il a déjà de nombreux films à son actif (dont une douzaine avant quinze ans) et effectue en douceur la transition vers le parlant. Mais l'avènement du nazisme le contraint à fuir aux États-Unis en 1934, étant de confession juive.
Il joue au théâtre (genre où il s'était déjà illustré en Allemagne) à Broadway en 1936, dans deux pièces uniquement (il ne renouvellera pas cette expérience du théâtre new-yorkais), Tomorrow's a Holiday - avec Charles Halton, Joseph Schildkraut - et Help Yourself.
En 1937, il reprend dans son pays d'accueil sa carrière d'acteur de cinéma, jusqu'à un dernier film aux États-Unis en 1950, année où il décide, la Seconde Guerre mondiale étant achevée, de revenir en Allemagne. Il y tournera encore plusieurs films et fera sa dernière apparition au cinéma en 1987 (dans sa ville natale, avec Les Ailes du désir), mettant ainsi un terme à 80 ans de carrière (à l'instar de Charles Vanel - 77 ans de cinéma -, de Paulette Dubost - 81 ans de cinéma - ou de Danielle Darrieux - 79 ans de cinéma à ce jour -) !
En Allemagne, à compter de 1958, il se produira également à la télévision, dans plusieurs téléfilms et séries, jusqu'en 1986.
Notons qu'à son retour en Europe, il jouera bien davantage à la télévision qu'au cinéma, d'abord en République démocratique allemande, puis en Allemagne de l'Ouest. C'est en RDA qu'il réalise en 1955 son second - donc, dernier - film (il en est également coscénariste), sa première réalisation étant un court-métrage, en 1932.
Il est parfois crédité Kurt Bois aux génériques de ses films (et quelquefois aussi non crédité, dans des petits rôles).
Curt Bois est enterré au cimetière de Wilmersdorf de Berlin.

## Filmographie

### comme acteur
(sélection)
- 1907 : Bauhernhaus und Grafenschloss (court-métrage)
- 1909 : Der kleine Detektiv d'Heinrich Bolten-Baeckers
- 1913 : Des Pfarrers Töchterlein d'Adolf Gärtner (court-métrage)
- 1914 : Das Geschenk des Inders de Louis Ralph
- 1919 : La Princesse aux huîtres (Die Austernprinzessin) d'Ernst Lubitsch
- 1926 : Der Goldene Schmetterling de Michael Kertész
- 1932 : Scherben bringen Glück (court-métrage) (+ réalisation)
- 1937 : Hollywood Hotel de Busby Berkeley
- 1937 : Cette nuit est notre nuit (Tovarich) d'Anatole Litvak
- 1938 : Le Mystérieux Docteur Clitterhouse (The Amazing Dr. Clitterhouse) d'Anatole Litvak
- 1938 : Garden of the Moon de Busby Berkeley
- 1938 : Toute la ville danse (The Great Waltz) de Julien Duvivier
- 1938 : Le Vantard (Boy Meets Girl) de Lloyd Bacon
- 1938 : Chercheuses d'or à Paris (Gold Diggers in Paris) de Ray Enright et Busby Berkeley
- 1939 : Quasimodo (The Hunchback of Notre Dame) de William Dieterle

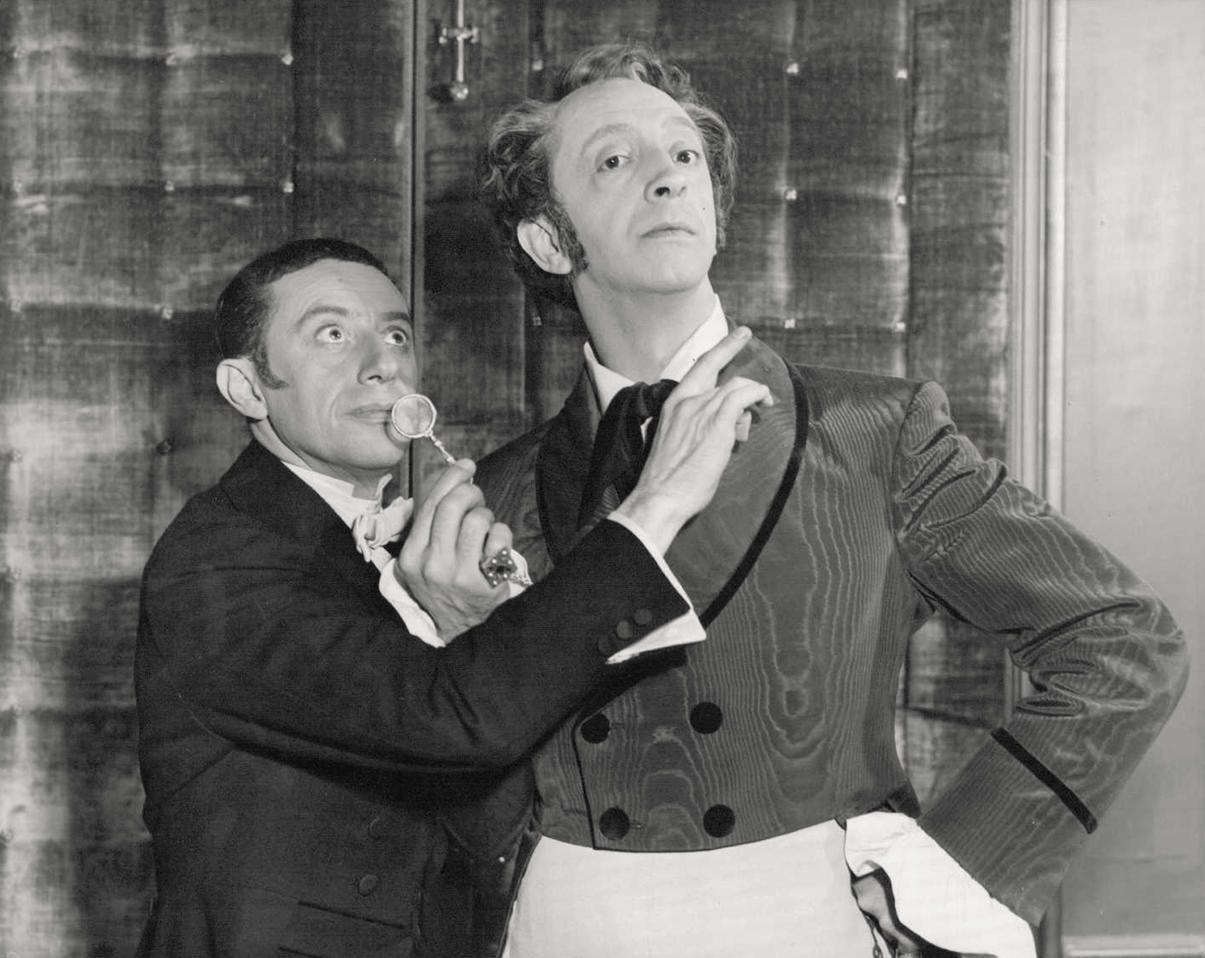
Avec John Abbott (à d.), dans La Femme en blanc (1948, photo promotionnelle)

- 1940 : Et l'amour vint... (He Stayed for Breakfast) d'Alexander Hall
- 1940 : The Lady in Question de Charles Vidor
- 1940 : La Fièvre du pétrole (Boom Town) de Jack Conway
- 1941 : Une nuit à Rio (That Night in Rio) de Irving Cummings
- 1942 : Tamara de Tahiti (The Tuttles of Tahiti) de Charles Vidor
- 1942 : Casablanca de Michael Curtiz
- 1942 : Blue, White and Perfect d'Herbert I. Leeds
- 1943 : Paris à l'aube (Paris After Dark) de Léonide Moguy
- 1944 : La Reine de Broadway (Cover Girl) de Charles Vidor
- 1945 : Pavillon noir (The Spanish Main) de Frank Borzage
- 1945 : L'Intrigante de Saratoga (Saratoga Trunk) de Sam Wood
- 1948 : Arc de Triomphe (Arch of Triumph) de Lewis Milestone
- 1948 : La Femme en blanc (The Woman in White) de Peter Godfrey
- 1948 : Vivons un peu (Let's Live a Little) de Richard Wallace
- 1949 : Pris au piège (Caught) de Max Ophüls
- 1949 : Passion fatale (The Great Sinner) de Robert Siodmak
- 1950 : Les Nouvelles Aventures du capitaine Blood (Fortunes of Captain Blood) de Gordon Douglas
- 1955 : Maître Puntila et son valet Matti (Herr Puntila und sein Knecht Matti) d'Alberto Cavalcanti
- 1960 : Quand les fantômes s'amusent (Das Spukschloß im Spessart) de Kurt Hoffmann
- 1966 : Escrocs d'honneur (Ganovenehre) de Wolfgang Staudte
- 1980 : La barque est pleine (Das Boot ist voll) de Markus Imhoof
- 1987 : Les Ailes du désir (Der Himmel über Berlin) de Wim Wenders

### comme scénariste
- 1955 : Ein Polterabend (coscénariste)

### comme réalisateur
- 1932 : Scherben bringen Glück (court-métrage), musique de Hans J. Salter
- 1955 : Ein Polterabend

## Récompenses
- 1971 : Deutscher Filmpreis, prix honorifique (Honorary Award) pour l'ensemble de sa carrière.
- 1988 : prix du cinéma européen, meilleur acteur dans un second rôle, celui du poète Homère dans Les Ailes du désir.